# Jaltomate (Aguascalientes)
Jaltomate es una localidad del estado mexicano de Aguascalientes. Es parte del municipio de Aguascalientes.

## Toponimia
El nombre «Jaltomate» proviene de los términos en náhuatl xalli, arena; tomatl, tomate. Su significado es «tomate de arena» y hace referencia al género de plantas Jaltomata.

## Demografía
| Gráfica de evolución demográfica |
|                                  |

| Censo | Población |
| ----- | --------- |
| 1900  | 460       |
| 1910  | 482       |
| 1921  | 462       |
| 1930  | 292       |
| 1940  | 184       |
| 1950  | 742       |
| 1960  | 775       |
| 1970  | 927       |
| 1980  | 1 159     |
| 1990  | 1 471     |
| 2000  | 1 899     |
| 2010  | 2 299     |
| 2020  | 2 805     |